# Alda Risma
Alda Risma, właśc. Alda Risma Elfariani (ur. 23 listopada 1982 w Bogorze, zm. 12 grudnia 2006 w Dżakarcie) – indonezyjska piosenkarka i aktorka.
Rozpoznawalność zyskała dzięki singlowi „Aku Tak Biasa” z 1998 r. Utwór ten przyniósł jej prestiżową nagrodę Anugerah Musik Indonesia (AMI) w kategorii najlepsza piosenkarka popowa.

## Dyskografia
- We Can Make It (z Code Red) (singiel 1997)
- Aku Tak Biasa (1998)
- Kupilih Yang Mana (2001)
- Tangisan Yang Terakhir (2006)
- Terakhir Untukmu (2007)
- Menanti Kekasih (2008)
- In Dying Days, feat As Blood Runs Black (2008)
- Man Made Disaster, feat Betraying The Martyrs (2011)
- Sampai Kapankah (2004)

Źródło: